# معتز صالحانی
معتز صالحانی (عربی: معتز صالحاني؛ زادهٔ ۱۳ فوریهٔ ۱۹۸۷) یک ورزشکار اهل سوریه است.
از باشگاه‌هایی که در آن بازی کرده‌است می‌توان به باشگاه ورزشی الوحده سوریه و باشگاه ورزشی الوحدات اشاره کرد.